# Ricardo Finochietto
Ricardo Finochietto fue un médico argentino del siglo XX, destacado cirujano, calificado como el «Maestro de la cirugía argentina». Junto a su hermano Enrique Finochietto «aportaron enormes progresos quirúrgicos, con técnicas y modificaciones sustanciales de procedimiento».

## Biografía
Ricardo Finochietto nació en la ciudad de Buenos Aires el 28 de abril de 1888, hijo de Tomás Finochietto y de Ana Castagnino, inmigrantes genoveses.
Al igual que su hermano Enrique Finochietto, quien también alcanzaría gran prestigio como cirujano, ingresó a la Facultad de Medicina de la Universidad de Buenos Aires. Aún estudiante, se desempeñó como Ayudante de la Cátedra de Anatomía Patológica y, a partir de 1909, como cirujano en el Servicio de Cirugía de Niños de Herrera Vegas en el Hospital de Clínicas José de San Martín.
En el año 1911 se graduó y en 1912 ingresó al Servicio de Arturo Medina en el Hospital Guillermo Rawson. Dos años después pasó a trabajar con su hermano Enrique en la Sala 8 del Rawson, para pasar sucesivamente a la Sala 14 y al Pabellón 9.
En 1931 fue puesto al frente del servicio de Cirugía del Hospital Torcuato de Alvear. Ricardo Finochietto trasladó al servicio a 7 jóvenes médicos para capacitarlos en lo que sería una constante en su carrera. En efecto, además de fomentar la práctica de la residencia hospitalaria médica y de enfermería, fue responsable de la organización de escuelas de enfermería y de instrumentación quirúrgica en los centros hospitalarios donde le tocó desempeñarse.
En 1933 regresó al Hospital Rawson con el cargo de Jefe de la Sala 6.
En 1937 partió a los Estados Unidos con el fin de visitar las principales clínicas quirúrgicas de ese país, principalmente la del doctor Frank Lahey, cuyos métodos influyeron en Finochietto y lo impulsaron a la creación de la Escuela Quirúrgica para Graduados.
El 9 de mayo de 1938 se realizó la "Primera Sesión Quirúrgica para Graduados" con el objeto de «exponer sucintamente algunas cosas, enseñar su terapéutica y demostrar resultados obtenidos en enfermos similares»., dinámica que se mantendría con convocatorias semanales que incluían intervenciones quirúrgicas programadas, la presentación de casos y de instrumental quirúrgico, así como lecciones prácticas de materias afines (Patología, Clínica Quirúrgica, Radiología Aplicada).
Ante la creciente popularidad de las sesiones quirúrgicas se agregaron las llamadas "sesiones conjuntas" mensuales, que sumaba los servicios de cirugía de Enrique Finochietto, y las "sabatinas" en las mañanas de los días sábados.
Ricardo Finochietto operaba también por la tarde en el Sanatorio Podestá y atendía pacientes en su casa de la calle Paraguay al 900.
Para 1941 había escrito cerca de trescientos ensayos y había supervisado más de cuatrocientos cincuenta títulos publicados por sus colaboradores.

### Política
Ricardo Finochietto se había opuesto firmemente a los sectores conservadores en la Facultad de Medicina ganándose la enemistad de José Arce y de su discípulo Oscar Ivanisevich. Tampoco apoyo al naciente movimiento peronista, a fines de los cuarenta el nuevo gobierno empezó a apoyar abiertamente sus iniciativas.
Así, un decreto del 18 de febrero de 1949 autorizaba la creación «en el Servicio de Cirugía General y Neurológica Pabellón 2 Sala 6 del Hospital Rawson, del que es titular el Profesor Ricardo Finochietto, de una Escuela Quirúrgica Municipal para Graduados a cuyo cargo estarán las aludidas Sesiones Quirúrgicas para Graduados que se realizan en la actualidad bajo la dirección del mencionado Jefe de Servicio a quien se designa, con carácter honorario, Director de dicha Escuela».
El 26 de junio de 1950 un nuevo decreto reglamentaba su organización (dirección, profesores), los cursos de las distintas especialidades quirúrgicas (Radiología, Anestesiología y Enfermería) y el régimen de enseñanza.
En mayo de ese año Oscar Ivanisevich renunció como médico de cabecera de Eva Perón y fue reemplazado por Finochietto. Dado que el cáncer de útero que afectaba a Eva Perón escapaba a su especialidad el caso fue puesto a cargo del doctor Jorge Albertelli y del cirujano estadounidense George Pack del Memorial Sloan Cancer Center de Nueva York. Durante la infructuosa operación realizada en Buenos Aires Finochietto «se limitó a presenciar la intervención y a levantar prolijamente las gasas que se caían al suelo, falta que criticaba severamente en sus alumnos».
Tras la muerte de Eva Perón continuó recibiendo el apoyo del gobierno del general Juan Domingo Perón, el cual lo designó jefe de los servicios médicos de la Fundación Eva Perón, debiendo hacerse cargo de supervisar la instalación y organización de los grandes hospitales construidos por la Fundación, al frente de los cuales Finochietto ubicó como jefes del servicio de cirugía a sus principales discípulos. 
Dicho apoyo le permitió también trasladar al resto del país la Escuela Quirúrgica que fundara en Buenos Aires.
El 4 de mayo de 1953 Finochietto inició el dictado del "Curso de Cirugía Básica" en el que tras una prueba de admisión, los médicos cursaban rotando por los distintos sectores de la Escuela, asistían a cursos de actualización, a sesiones quirúrgicas, clases de técnica operatoria, estudio de idiomas, realización de resúmenes de trabajos, trabajo en archivo, estudio de cuadernos de técnicas, clases de dirección del quirófano y visitas a otros servicios calificados. Cinco pilares sostenían la escuela según su creador: «Estudio, Concurrencia, Puntualidad, Trabajo y Dedicación».
Al producirse el derrocamiento de Juan Domingo Perón en septiembre de 1955 fue «expulsado de su cargo en la Fundación y sacado a empellones del Hospital Rawson». el dictador Pedro Eugenio Aramburu decretó la cesantía en todos sus cargos públicos tras la llamada Revolución Libertadora (1955-1958).
Aunque la escuela siguió funcionando, e incluso el 28 de mayo de 1956 se amplió anexando la Sala 5 de Cirugía y en diciembre de 1961 se efectuaron mejoras edilicias y se actualizaron las disposiciones que regían su funcionamiento, Finochietto debió continuar con su profesión como cirujano y docente en el ámbito privado.

### Enfermedad y muerte
En abril de 1962 Finochietto se internó en el sanatorio que hoy lleva su nombre por un dolor en la nuca que fue inicialmente atribuido a un problema ortopédico. Consultado el titular de la cátedra de neurocirugía en la Facultad Germán Hugo Dickmann, diagnosticó hemorragia cerebral y con una inyección de aire por punción raquídea comprobó que había una lesión en el hemisferio cerebral derecho. Sin efectuar un estudio complementario de las arterias ni efectuar interconsulta alguna, Dickmann lo operó ese mismo día en el Sanatorio Anchorena. Si bien la biopsia confirmó que había sangre y alteraciones estructurales en el parénquima nervioso, Finochietto empeoró rápidamente y entró en coma.
Dickmann dispuso entonces efectuar una angiografía, que reveló que el aneurisma de la región cerebral media cuya ruptura había iniciado el ataque se encontraba por detrás de donde había operado la primera vez. El neurocirujano intentó demasiado tarde ligar el aneurisma y Finochietto murió pocos días después, el 1 de abril de 1962, sin recobrar el conocimiento.
El 21 de abril de 1972 el gobierno de la Ciudad de Buenos Aires dio su nombre a la Escuela Quirúrgica para Graduados del Hospital Rawson.
Escribió junto a su hermano un tratado de clínica quirúrgica que alcanzaría amplia difusión y una gran cantidad de publicaciones de la materia.
Estaba casado con Delia Artola con quien tuvo varios hijos: Luisa, Juan Jose, Andrea y Ricardo Finochietto.